# Primo Vice primo ministro dell'Ucraina
Il Primo Vice primo ministro dell'Ucraina (in ucraino Перший віцепрем'єр-міністр України?, Peršyj viceprem"jer-ministr Ukraïny) è una carica di governo del gabinetto dell'Ucraina. In assenza del Primo ministro ucraino, il Primo Vice primo ministro svolge il proprio incarico come Primo ministro ad interim dell'Ucraina.
In assenza del Primo Vice primo ministro, le sue funzioni sono svolte da altri Vice primi ministri che sono membri del Gabinetto dei ministri. Analogamente al Primo ministro, tutte le funzioni di ufficio del Primo Vice primo ministro sono supportate dal Segretariato del Gabinetto dei ministri.
Insieme ad altri membri del Gabinetto dei ministri, il Primo Vice primo ministro nominato di recente fa lo stesso giuramento durante una sessione plenaria del Verchovna Rada (parlamento ucraino). Secondo l'articolo 10 (Legge dell'Ucraina sul Gabinetto dei ministri), un membro del Gabinetto dei ministri (ad eccezione del Primo ministro dell'Ucraina) che rifiuta di prestare giuramento  e si rifiuta di accettare l'incarico. Ogni nuovo membro del gabinetto già esistente deve prestare giuramento nella successiva sessione plenaria del Verchovna Rada.

## Lista dei Primi Vice primi ministri dell'Ucraina

### Consiglio dei ministri della RSS ucraina
| No. | Immagine | Nome               | Inizio      | Fine        | Presidente | Presidente    |
| --- | -------- | ------------------ | ----------- | ----------- | ---------- | ------------- |
| 1   |          | Oleksandr Tkačenko | luglio 1990 | agosto 1990 |            | Vitalij Masol |
| 2   |          | Anatolij Statynov  | 1990        | 1990        |            | Vitalij Masol |
| 3   |          | Kostjantyn Masyk   | agosto 1990 | 1992        |            | Vitol'd Fokin |

### Gabinetto dei ministri dell'Ucraina
Nell'aprile 1991 il Consiglio dei ministri, rappresentato dall'attuale governo di Vitol'd Fokin e creato dalla 12ª legislatura del Verchovna Rada della RSS ucraina, fu ribattezzato Gabinetto dei ministri. Con l'adozione del Dichiarazione d'indipendenza dell'Ucraina, la RSS ucraina è stata ufficialmente ribattezzata in Ucraina. A causa del Putsch di agosto del 1991 a Mosca, il Partito Comunista fu proibito in Ucraina. Nel febbraio 1992 fu adottato il nuovo stemma.
| No. | Immagine | Nome                   | Inizio           | Fine             | Primo ministro | Primo ministro        |
| --- | -------- | ---------------------- | ---------------- | ---------------- | -------------- | --------------------- |
| 1   |          | Kostjantyn Masyk       | agosto 1990      | luglio 1992      |                | Vitol'd Fokin         |
| 2   |          | Valentyn Symonenko     | luglio 1992      | ottobre 1992     |                | Vitol'd Fokin         |
| 3   |          | Ihor Juchnovs'kyj      | ottobre 1992     | marzo 1993       |                | Leonid Kučma          |
| 4   |          | Juchym Zvjahil's'kyj   | giugno 1993      | luglio 1994      |                | Leonid Kučma          |
| 5   |          | Viktor Pynzenyk        | 31 ottobre 1994  | agosto 1995      |                | Vitalij Masol         |
| 6   |          | Jevhen Marčuk          | 1994             | 8 giugno 1995    |                | Vitalij Masol         |
| 7   |          | Pavlo Lazarenko        | settembre 1995   | maggio 1996      |                | Jevhen Marčuk         |
| 8   |          | Vasyl' Durdynec'       | giugno 1996      | luglio 1997      |                | Pavlo Lazarenko       |
| 9   |          | Anatolij Holubčenko    | 8 agosto 1997    | gennaio 1998     |                | Valerij Pustovojtenko |
| 10  |          | Volodymyr Kuratčenko   | gennaio 1998     | luglio 1999      |                | Valerij Pustovojtenko |
| 11  |          | Anatolij Kinach        | luglio 1999      | 1999             |                | Valerij Pustovojtenko |
| 12  |          | Jurij Jechanurov       | dicembre 1999    | maggio 2001      |                | Viktor Juščenko       |
| 13  |          | Oleh Dubyna            | maggio 2001      | novembre 2002    |                | Anatolij Kinach       |
| 14  |          | Mykola Azarov          | novembre 2002    | aprile 2005      |                | Viktor Yanukovyč      |
| 15  |          | Anatolij Kinach        | agosto 2005      | luglio 2006      |                | Julija Tymošenko      |
| 16  |          | Stanislav Staševs'kyj  | aprile 2005      | agosto 2005      |                | Jurij Jechanurov      |
| 17  |          | Mykola Azarov          | luglio 2006      | dicembre 2007    |                | Viktor Yanukovyč      |
| 18  |          | Oleksandr Turčynov     | dicembre 2007    | 11 marzo 2010    |                | Julija Tymošenko      |
| 19  |          | Andrij Kljujev         | 11 marzo 2010    | 14 febbraio 2012 |                | Mykola Azarov         |
| 20  |          | Valerij Choroškovs'kyj | 14 febbraio 2012 | 24 dicembre 2012 |                | Mykola Azarov         |
| 21  |          | Serhij Arbuzov         | 24 dicembre 2012 | 27 febbraio 2014 |                | Mykola Azarov         |
| 22  |          | Vitalij Jarema         | 27 febbraio 2014 | 19 giugno 2014   |                | Arsenij Jacenjuk      |
| 23  |          | Stepan Kubiv           | 14 aprile 2016   | 29 agosto 2019   |                | Volodymyr Hrojsman    |
| 24  |          | Oleksij Ljubčenko      | 20 maggio 2021   | 3 novembre 2021  |                | Denys Šmyhal'         |
| 25  |          | Julija Svyrydenko      | 4 novembre 2021  | In carica        |                | Denys Šmyhal'         |